# 李劼人舊居
李劼人舊居位於四川省成都市锦江区沙河堡菱窠西路街70号，文物遺址年代判定為民國。1991年4月16日公佈為四川省第三批文物保護單位。